# 히가시나고야코역
히가시나고야코역(일본어: 東名古屋港駅)은 일본 아이치현 나고야시 미나토구에 위치한 나고야 철도 짓코선의 철도역이다. 이 노선의 종착역이자, 역 번호는 CH 01이며, 단선 승강장 1면 1선의 구조를 갖춘 지상역이다.

## 타는 곳
| 1 | ■ 짓코 선 | 오에 방면 |

## 이용 현황
| 연도 | 1일 평균 승차 인원 |
| ---- | ------------------ |
| 2005 | 1,919              |
| 2006 | 2,166              |
| 2007 | 2,278              |
| 2008 | 2,613              |
| 2009 | 2,941              |

## 역 주변
- 미쓰비시 중공업 나고야 항공 우주 시스템 제작소

## 인접 역
| 나고야 철도 짓코선   | 나고야 철도 짓코선 | 나고야 철도 짓코선 |
| -------------------- | ------------------ | ------------------ |
| TA 03 오에 오에 방면 | ■ 짓코선           | 시·종착역          |